# Людас Ґіра
Людас Ґіра (27 серпня 1884, Вільна — 1 липня 1946, Вільнюс) — литовський поет, драматург, критик, громадський і військовий діяч. Секретар Державної видавничої комісії Міністерства освіти Литви (1927—1936). 

## Біографія
Редактор літературного журналу «Скайтімай» (Skaitymai, «Читання») та газети «Літературос науенос» (Literatūros naujienos, «Літературні новини»). У період незалежності Литви між двома світовими війнами не критикував активно комуністичний режим у СССР. В роки Другої світової війни був у Червоній армії. Листувався з відомим російським поетом К. Бальмонтом.

## Творчість
Перша збірка віршів — «Дуль-дуль-дудочка» — вийшла друком 1909. У збірках «Зелений лужок» (1911), «Дорогами батьківщини» (1912), «Іскри» (1921) та інших писав про історичне минуле Литви. Писав вірші литовською, а також білоруською, польською мовами. Організатор литовсько-естонських літературних зв'язків. В період Другої світової війни видав збірки віршів «Литва Грюнвальда» (1942), «Слово боротьби» (1943) та інші. 
Автор низки статей про українську літературу. Перекладав поезії Т. Шевченка, присвятив йому статті «Тарас Шевченко — співець України» (1909), «Тарас Шевченко» (1914) та інші. У 1912 видав на власні кошти збірку Шевченкових творів литовською мовою. Перекладав також прозу Івана Франка.

## Українські переклади
- Вірші в книзі: Радянська література народів СРСР. — К., 1952.

## Виноски
1. ↑  Чеська національна авторитетна база даних
2. 1 2  Bibliothèque nationale de France BNF: платформа відкритих даних — 2011.
3. ↑  Find a Grave — 1996.
4. ↑   Гіра Людас Костянтинович. // Українська радянська енциклопедія : у 12 т. / гол. ред. М. П. Бажан ; редкол.: О. К. Антонов та ін. — 2-ге вид. — К. : Головна редакція УРЕ, 1974–1985.
5. ↑  Рамутіс Кармалавічюс. Ґіра Людас. //Шевченківська енциклопедія - Т. 2, — К.: НАН України, Ін-т л-ри ім. Т. Г. Шевченка. — С. 241.